# Bahnstrecke Bad Vilbel–Lauterbach (Hess) Nord
| Büdesheimer Tunnel nach Umbau (2006) |                         |                                            |                                            |
| Streckennummer (DB): | 3745                    |                                            |                                            |
| Kursbuchstrecke (DB): | 634, ehem. 515          |                                            |                                            |
| Kursbuchstrecke: | 169c (1934) 193d (1946) |                                            |                                            |
| Streckenlänge: | 96,0 km                 |                                            |                                            |
| Spurweite: | 1435 mm (Normalspur)    |                                            |                                            |
| Streckenklasse: | C3                      |                                            |                                            |
| Maximale Neigung: | 22 ‰                    |                                            |                                            |
| Streckengeschwindigkeit: | 80 km/h                 |                                            |                                            |
| Zugbeeinflussung: | PZB                     |                                            |                                            |
| |                         |                                            |                                            |
| \| \| \| von Frankfurt \| \| \| \| 0,000 \| Bad Vilbel \| 122 m \| \| \| \| nach Friedberg \| \| \| \| 1,197 \| Nidda (29 m) \| Nidda (29 m) \| \| \| 4,133 \| Bad Vilbel-Gronau \| Bad Vilbel-Gronau \| \| \| 4,800 \| Bundesstraße 521 \| Bundesstraße 521 \| \| \| 6,067 \| Niederdorfelden \| Niederdorfelden \| \| \| 7,166 \| Schöneck-Oberdorfelden \| Schöneck-Oberdorfelden \| \| \| 8,395 \| Mühlgraben (22 m) \| Mühlgraben (22 m) \| \| \| 8,521 \| Mühlgraben (36 m) \| Mühlgraben (36 m) \| \| \| 8,608 \| Schöneck-Kilianstädten \| Schöneck-Kilianstädten \| \| \| 10,852 \| Schöneck-Büdesheim (bis 1999 Bf) \| Schöneck-Büdesheim (bis 1999 Bf) \| \| \| 11,000 \| Büdesheimer Tunnel (200 m) \| Büdesheimer Tunnel (200 m) \| \| \| 12,109 \| Nidder (33 m) \| Nidder (33 m) \| \| \| 13,660 \| Nidderau-Windecken \| Nidderau-Windecken \| \| \| 14,023 \| Nidder (40 m) \| Nidder (40 m) \| \| \| 14,600 \| von Hanau \| von Hanau \| \| \| 14,780 \| Nidderau \| 127 m \| \| \| \| nach Friedberg \| \| \| \| 18,986 \| Nidderau-Eichen (bis 1988 Bf) \| Nidderau-Eichen (bis 1988 Bf) \| \| \| 20,239 \| Nidder (54 m) \| Nidder (54 m) \| \| \| 20,788 \| Altenstadt-Höchst \| Altenstadt-Höchst \| \| \| 23,272 \| Altenstadt (Hess) \| Altenstadt (Hess) \| \| \| 25,967 \| Altenstadt-Lindheim \| Altenstadt-Lindheim \| \| \| 27,296 \| Nidder (22 m) \| Nidder (22 m) \| \| \| 27,400 \| Enzheim (Hess) (bis 1927/39?) \| Enzheim (Hess) (bis 1927/39?) \| \| \| 28,884 \| Glauburg-Glauberg \| Glauburg-Glauberg \| \| \| \| von Gelnhausen \| \| \| \| 30,964 \| Glauburg-Stockheim \| 131 m \| \| \| \| nach Gießen \| \| \| \| 33,800 \| Selters (Hess) \| Selters (Hess) \| \| \| 36,000 \| Ortenberg (Oberhess) \| Ortenberg (Oberhess) \| \| \| \| Nidder \| \| \| \| 37,700 \| Eckartsborn \| Eckartsborn \| \| \| 39,000 \| Lißberg \| Lißberg \| \| \| \| Nidder \| \| \| \| 43,700 \| Hirzenhain (Oberhess) \| Hirzenhain (Oberhess) \| \| \| 45,400 \| Merkenfritz \| Merkenfritz \| \| \| 49,500 \| Gedern \| Gedern \| \| \| 52,100 \| Sandsteinbrücke \| Sandsteinbrücke \| \| \| 55,600 \| Ober Seemen \| Ober Seemen \| \| \| 61,200 \| Alteburg (Hess) (Anst) \| Alteburg (Hess) (Anst) \| \| \| \| von Wächtersbach \| \| \| \| 63,600 \| Hartmannshain \| 575 m \| \| \| \| Rhein-Weser-Wasserscheide (höchster Punkt) \| \| \| \| 65,600 \| Oberwald Anschluss Muna \| Oberwald Anschluss Muna \| \| \| 68,100 \| Bermuthshain \| Bermuthshain \| \| \| 70,000 \| Crainfeld Hp \| Crainfeld Hp \| \| \| \| Schwarza \| \| \| \| 71,200 \| Grebenhain-Crainfeld \| Grebenhain-Crainfeld \| \| \| 74,200 \| Nösberts-Weidmoos \| Nösberts-Weidmoos \| \| \| 78,000 \| Ilbeshausen \| Ilbeshausen \| \| \| 82,500 \| Herbstein \| Herbstein \| \| \| 85,800 \| Rixfeld \| Rixfeld \| \| \| 88,900 \| Eisenbach (Oberhess) \| Eisenbach (Oberhess) \| \| \| 90,600 \| Frischborn \| Frischborn \| \| \| 91,500 \| Lauterbach-Blitzenrod \| Lauterbach-Blitzenrod \| \| \| 92,900 \| Stabernack (Anst) \| Stabernack (Anst) \| \| \| 94,200 \| Lauterbach (Hess) Süd \| Lauterbach (Hess) Süd \| \| \| \| von Gießen \| \| \| \| 96,000 \| Lauterbach (Hess) Nord \| 284 m \| \| \| \| nach Fulda \| \| \| \| \| \| \| \| Quellen: [1][2] \| \| \| \| |                         |                                            |                                            |
| |                         | von Frankfurt                              |                                            |
| Bahnhof | 0,000                   | Bad Vilbel                                 | 122 m                                      |
| Abzweig geradeaus und nach links |                         | nach Friedberg                             | nach Friedberg                             |
| Brücke über Wasserlauf | 1,197                   | Nidda (29 m)                               | Nidda (29 m)                               |
| Haltepunkt / Haltestelle | 4,133                   | Bad Vilbel-Gronau                          | Bad Vilbel-Gronau                          |
| Brücke | 4,800                   | Bundesstraße 521                           | Bundesstraße 521                           |
| Bahnhof | 6,067                   | Niederdorfelden                            | Niederdorfelden                            |
| Haltepunkt / Haltestelle | 7,166                   | Schöneck-Oberdorfelden                     | Schöneck-Oberdorfelden                     |
| Brücke über Wasserlauf | 8,395                   | Mühlgraben (22 m)                          | Mühlgraben (22 m)                          |
| Brücke über Wasserlauf | 8,521                   | Mühlgraben (36 m)                          | Mühlgraben (36 m)                          |
| Haltepunkt / Haltestelle | 8,608                   | Schöneck-Kilianstädten                     | Schöneck-Kilianstädten                     |
| Haltepunkt / Haltestelle, ehemaliger Bahnhof | 10,852                  | Schöneck-Büdesheim (bis 1999 Bf)           | Schöneck-Büdesheim (bis 1999 Bf)           |
| Tunnel | 11,000                  | Büdesheimer Tunnel (200 m)                 | Büdesheimer Tunnel (200 m)                 |
| Brücke über Wasserlauf | 12,109                  | Nidder (33 m)                              | Nidder (33 m)                              |
| Haltepunkt / Haltestelle | 13,660                  | Nidderau-Windecken                         | Nidderau-Windecken                         |
| Brücke über Wasserlauf | 14,023                  | Nidder (40 m)                              | Nidder (40 m)                              |
| | 14,600                  | von Hanau                                  | von Hanau                                  |
| Bahnhof | 14,780                  | Nidderau                                   | 127 m                                      |
| |                         | nach Friedberg                             |                                            |
| Haltepunkt / Haltestelle, ehemaliger Bahnhof | 18,986                  | Nidderau-Eichen (bis 1988 Bf)              | Nidderau-Eichen (bis 1988 Bf)              |
| Brücke über Wasserlauf | 20,239                  | Nidder (54 m)                              | Nidder (54 m)                              |
| Haltepunkt / Haltestelle | 20,788                  | Altenstadt-Höchst                          | Altenstadt-Höchst                          |
| Bahnhof | 23,272                  | Altenstadt (Hess)                          | Altenstadt (Hess)                          |
| Haltepunkt / Haltestelle | 25,967                  | Altenstadt-Lindheim                        | Altenstadt-Lindheim                        |
| Brücke über Wasserlauf | 27,296                  | Nidder (22 m)                              | Nidder (22 m)                              |
| ehemaliger Haltepunkt / Haltestelle | 27,400                  | Enzheim (Hess) (bis 1927/39?)              | Enzheim (Hess) (bis 1927/39?)              |
| Haltepunkt / Haltestelle | 28,884                  | Glauburg-Glauberg                          | Glauburg-Glauberg                          |
| Abzweig geradeaus und von rechts |                         | von Gelnhausen                             | von Gelnhausen                             |
| Bahnhof | 30,964                  | Glauburg-Stockheim                         | 131 m                                      |
| Abzweig ehemals geradeaus und nach links |                         | nach Gießen                                | nach Gießen                                |
| Bahnhof (Strecke außer Betrieb) | 33,800                  | Selters (Hess)                             | Selters (Hess)                             |
| Bahnhof (Strecke außer Betrieb) | 36,000                  | Ortenberg (Oberhess)                       | Ortenberg (Oberhess)                       |
| Brücke über Wasserlauf (Strecke außer Betrieb) |                         | Nidder                                     | Nidder                                     |
| Bahnhof (Strecke außer Betrieb) | 37,700                  | Eckartsborn                                | Eckartsborn                                |
| Bahnhof (Strecke außer Betrieb) | 39,000                  | Lißberg                                    | Lißberg                                    |
| Brücke über Wasserlauf (Strecke außer Betrieb) |                         | Nidder                                     | Nidder                                     |
| Bahnhof (Strecke außer Betrieb) | 43,700                  | Hirzenhain (Oberhess)                      | Hirzenhain (Oberhess)                      |
| Bahnhof (Strecke außer Betrieb) | 45,400                  | Merkenfritz                                | Merkenfritz                                |
| Bahnhof (Strecke außer Betrieb) | 49,500                  | Gedern                                     | Gedern                                     |
| Brücke (Strecke außer Betrieb) | 52,100                  | Sandsteinbrücke                            | Sandsteinbrücke                            |
| Bahnhof (Strecke außer Betrieb) | 55,600                  | Ober Seemen                                | Ober Seemen                                |
| Blockstelle (Strecke außer Betrieb) | 61,200                  | Alteburg (Hess) (Anst)                     | Alteburg (Hess) (Anst)                     |
| Abzweig geradeaus und von rechts (Strecke außer Betrieb) |                         | von Wächtersbach                           | von Wächtersbach                           |
| Bahnhof (Strecke außer Betrieb) | 63,600                  | Hartmannshain                              | 575 m                                      |
| Kulminations-/Scheitelpunkt (Strecke außer Betrieb) |                         | Rhein-Weser-Wasserscheide (höchster Punkt) | Rhein-Weser-Wasserscheide (höchster Punkt) |
| Bahnhof (Strecke außer Betrieb) | 65,600                  | Oberwald Anschluss Muna                    | Oberwald Anschluss Muna                    |
| Bahnhof (Strecke außer Betrieb) | 68,100                  | Bermuthshain                               | Bermuthshain                               |
| Haltepunkt / Haltestelle (Strecke außer Betrieb) | 70,000                  | Crainfeld Hp                               | Crainfeld Hp                               |
| Brücke über Wasserlauf (Strecke außer Betrieb) |                         | Schwarza                                   | Schwarza                                   |
| Bahnhof (Strecke außer Betrieb) | 71,200                  | Grebenhain-Crainfeld                       | Grebenhain-Crainfeld                       |
| Bahnhof (Strecke außer Betrieb) | 74,200                  | Nösberts-Weidmoos                          | Nösberts-Weidmoos                          |
| Bahnhof (Strecke außer Betrieb) | 78,000                  | Ilbeshausen                                | Ilbeshausen                                |
| Bahnhof (Strecke außer Betrieb) | 82,500                  | Herbstein                                  | Herbstein                                  |
| Bahnhof (Strecke außer Betrieb) | 85,800                  | Rixfeld                                    | Rixfeld                                    |
| Bahnhof (Strecke außer Betrieb) | 88,900                  | Eisenbach (Oberhess)                       | Eisenbach (Oberhess)                       |
| Bahnhof (Strecke außer Betrieb) | 90,600                  | Frischborn                                 | Frischborn                                 |
| Bahnhof (Strecke außer Betrieb) | 91,500                  | Lauterbach-Blitzenrod                      | Lauterbach-Blitzenrod                      |
| Blockstelle (Strecke außer Betrieb) | 92,900                  | Stabernack (Anst)                          | Stabernack (Anst)                          |
| Bahnhof (Strecke außer Betrieb) | 94,200                  | Lauterbach (Hess) Süd                      | Lauterbach (Hess) Süd                      |
| Abzweig ehemals geradeaus und von links |                         | von Gießen                                 | von Gießen                                 |
| Bahnhof | 96,000                  | Lauterbach (Hess) Nord                     | 284 m                                      |
| |                         | nach Fulda                                 |                                            |
| |                         |                                            |                                            |
| Quellen: |                         |                                            |                                            |

Die Bahnstrecke Bad Vilbel–Lauterbach (Hess) Nord ist eine Nebenbahn in Hessen, die ursprünglich von der Preußisch-Hessischen Eisenbahngemeinschaft erbaut und betrieben wurde. Sie zweigt in Bad Vilbel von der Bahnstrecke Kassel–Frankfurt ab und führt durch das Niddertal mit Stockheim, wo sie die Bahnstrecke Gießen–Gelnhausen kreuzt und heute endet, und ab Hirzenhain weiter über den Vogelsberg. Im Bahnhof Hartmannshain mündete die Kleinbahn von Wächtersbach ein.
Im weiterhin betriebenen Abschnitt wird sie Niddertalbahn, im Volksmund auch Stockheimer Lieschen genannt; der Abschnitt des heutigen Radweges war die ursprüngliche Vogelsbergbahn. Die Bezeichnung Oberwaldbahn bezieht sich auf den Bahnhof Oberwald bei Bermuthshain, der nach dem schrittweisen Abbau der Gleise von dort bis Stockheim in den 1970er und frühen 1980er Jahren zum Endpunkt der Reststrecke von Lauterbach aus geworden war.

## Verlauf

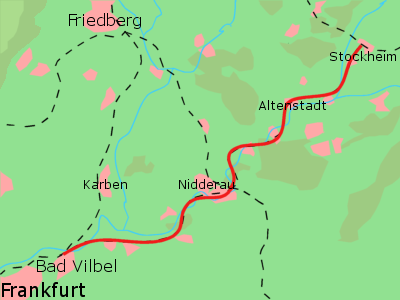

Die eingleisige Strecke zweigt im Bahnhof Bad Vilbel von der Main-Weser-Bahn ab und dreht kurz nach der nördlichen Ausfahrt nach Osten ab, überquert die Nidda und erreicht, ihr grob folgend, nach kurzer Fahrt den Haltepunkt Bad Vilbel-Gronau. Dort ist auch die Mündung des namensgebenden Flüsschens Nidder, dessen Verlauf flussaufwärts entlang die weitere Strecke führt. Nach der Ausweichstelle im Bahnhof Niederdorfelden wird zwischen den Sammelgemeinden Schöneck und Nidderau der ursprünglich kürzere und während der Umbauphase 2004 auf 200 Meter verlängerte Büdesheimer Tunnel durchfahren. Der originale Schlussstein des Tunnelportals mit den eingemeißelten Baujahren 1904–1906 wurde auf Seiten des ursprünglichen Bahnhofs Büdesheim als letztes verbliebenes Relikt des alten Tunnels aufgestellt. Direkt nach dem Tunnel wird das Naturschutzgebiet Nidderwiesen gequert und mit Windecken bald die Stadt Nidderau erreicht.
Nach einer kreuzungsfreien Unterquerung der Bahnstrecke Friedberg–Hanau besteht im Bahnhof Nidderau, der jahrzehntelang die Bezeichnung Heldenbergen-Windecken trug, häufig Anschluss Richtung Friedberg und Hanau. Nach etwa zwei Kilometern Strecke durch Wald wird ein Überschwemmungsgebiet der Nidder auf einem niedrigen Damm gequert, um bei Eichen wieder den Wald zu erreichen. Nach einer Nidderquerung vor Höchst wird bald Altenstadt erreicht. Dort zweigte bis 1984 ein Industriegleis in die knapp vier Kilometer entfernte Waldsiedlung ab. Nach einer weiteren Nidderquerung wird der Bahnhof Glauburg-Stockheim an der Bahnstrecke Gießen–Gelnhausen erreicht.
Der zweite Teil der Strecke führt durch den Vogelsberg über Gedern nach Lauterbach.
Eine Besonderheit war die Streckenführung in Eckartsborn, dort verlief das Gleis auf der Dorfstraße. Ab Hirzenhain verließ die Strecke das Tal der Nidder und verlief durch ein enges Nebental. Östlich von Gedern stieg die Strecke über mehrere Kehren zur Hauptkette des Vogelsbergs an. Der Abschnitt bis Ober Seemen wurde aufgrund seiner Streckenführung auch für Versuchsfahrten benutzt. Südlich der Herchenhainer Höhe kurz nach dem Bahnhof Hartmannshain, mit 575 m der ehemals höchstgelegene Bahnhof in Hessen, erreichte die Strecke ihren höchsten Punkt beim Überwinden der Rhein-Weser-Wasserscheide. Durch das Tal der Schwarza verlief die Strecke nach Grebenhain. Nach der westlichen Umfahrung des Heerhains wendete sich die Strecke nach Norden und verlief entlang des Eisenbachs und der Lauter nach Lauterbach.
Die verbliebene Strecke ist 31 Kilometer lang. Die Streckenhöchstgeschwindigkeit beträgt 80 km/h. Im Verlauf kreuzen 35 Wege oder Straßen die Strecke, davon sind sechs Übergänge nach wie vor nicht technisch gesichert. Der Bahnübergang Berger Straße in Bad Vilbel-Gronau sollte aufgelassen werden, die Stadt Bad Vilbel wollte ihn jedoch behalten. Dort befindet sich nun eine Langsamfahrstelle mit 30 km/h.

## Geschichte

### Bau und Betrieb der Strecke
Für Planung und Trassierung der Bahnstrecke stellte die Durchquerung des Vogelsberges eine topographische Herausforderung dar. Die Bahn wurde in mehreren Abschnitten geplant und gebaut. Zunächst wurde nur der 18,5 Kilometer lange, noch relativ ebene Streckenabschnitt von Stockheim nach Gedern gebaut und bereits am 1. Oktober 1888 eingeweiht. Im ersten Betriebsjahr wurden etwa 50.000 Personen und mehr als 10.000 Tonnen Fracht befördert, hauptsächlich Holz.
Mehr als zwölf Jahre später wurde der 21,7 Kilometer lange nördliche Streckenabschnitt von Lauterbach nach Grebenhain nach zweijähriger Bauzeit am 31. Januar 1901 eröffnet. Der 24,8 Kilometer lange, höchstgelegene Streckenabschnitt mit der Querung der Rhein-Weser-Wasserscheide wurde schließlich am 1. April 1906 dem Verkehr übergeben, dabei wurde die Strecke in Gedern neu trassiert. Betrieben wurde die Bahn von der Preußisch-Hessischen Eisenbahngemeinschaft, die 1920 Teil der neugegründeten Deutschen Reichsbahn wurde.
Auf dem Territorium des Großherzogtums Hessen hatte die Oberhessische Eisenbahn-Gesellschaft 1870 die Bahnstrecken Gießen–Fulda (heutige Vogelsbergbahn) und Gießen–Gelnhausen (Lahn-Kinzig-Bahn) fertiggestellt. Zum besseren Anschluss von Wetterau und Vogelsberg erließ die Regierung in Darmstadt 1884 ein Gesetz zum Bau einer staatseigenen Nebenbahn, die eine diagonale Querverbindung zwischen beiden Strecken herstellen sollte. Diese sollte in Stockheim auf die Lahn-Kinzig-Bahn treffen. Einwände gab es in der Stadt Ortenberg, die vergeblich Anspruch erhob auf eine Linienführung in Richtung auf Büdingen statt auf Stockheim zu. In Stockheim selbst mussten umfangreiche Erweiterungen der Gleisanlagen durchgeführt werden; auch ein weiterer Bahnsteig wurde gebaut. Die Umgestaltung zum Knotenbahnhof verlangte weitere Baumaßnahmen. Das Dienstgebäude wurde 1895 durch einen Anbau erweitert, neue Diensträume entstanden, zwei Stellwerke wurden errichtet, der Gleisbereich erhielt drei Gleise für den Personenverkehr und zwei für den Güterverkehr. Damit die Reisenden ihre Züge sicher erreichen konnten, wurde eine Unterführung vom Bahnsteig 1 zum Bahnsteig 2 gebaut. Ein neuer Lokschuppen sowie eine Reparaturwerkstatt entstanden. Der Fahrplan wurde so gestaltet, dass die meisten Züge in Stockheim als Zugbündel zusammentrafen. Die Zentralität des Ortes wurde so erheblich aufgewertet. So siedelte sich in der Folgezeit ein Stützpunkt der Deutschen Milchwerke in Bahnhofsnähe an, was das Aufkommen im Stückgutverkehr in Stockheim erhöhte.
Einen Bedeutungsgewinn erfuhr am anderen, dem nördlichen Ende der Oberwaldbahn, der Bahnhof Lauterbach (Hess) Nord (diese Bezeichnung existiert seit dem 15. April 1911). Hier fuhren die Züge der Oberwaldbahn stets direkt vor dem Empfangsgebäude von Gleis 1 aus ab. Die Gleisanlagen waren oberirdisch zu überqueren. Eine Erweiterung des Bahnhofsgebäudes erfolgte bis 1911. Es erhielt eine repräsentative Umgestaltung zum aufwändig gepflasterten Bahnhofsvorplatz hin. Eigner weist nach, dass die Gleisanlagen seit 1902 erheblich erweitert wurden und der Bahnhof einschließlich verschiedener Neben- und Ladegleise um die Mitte des 20. Jahrhunderts 18 Gleise umfasste. Eine Holzverladerampe mit Zufahrtsstraße wurde angelegt. Lokschuppen, Schlosserei, Dienstwohnungen und zwei Stellwerke belegen die Aufwertung dieses Bahnhofs nach Einweihung der Oberwaldbahn, zumal in unmittelbarer Bahnhofsnähe ein Gewerbegebiet entstand; eine Großmolkerei ließ sich ein eigenes Anschlussgleis legen. Der ca. 1 km lange Fußweg vom Nordbahnhof bis ins Geschäftszentrum der historischen Altstadt Lauterbachs war durch ein Spalier gründerzeitlicher Repräsentativ-Wohngebäude der Bahnhofstraße zurückzulegen. Nahe dem Bahnhof Lauterbach (Hess) Süd der Oberwaldbahn, der eine günstigere Lage zum Stadtzentrum und zu den Schulen aufwies als der Nordbahnhof, entstanden in den 1910er und 1920er Jahren von Gärten umgebene Wohnungsbauten im Stile der damaligen Zeit: neben privaten Repräsentativbauten auch Arbeiter-Wohnhäuser für Beschäftigte in den nördlich des Schienenstrangs angesiedelten Industrie- und Handwerksbetrieben.
Mit dem Weiterbau der von Wächtersbach kommenden Kreisbahnstrecke über Birstein hinaus wurde der Bahnhof Hartmannshain am 23. Dezember 1934 zum Anschlussbahnhof. Nahe dem drei Kilometer nordöstlich davon gelegenen Bahnhof Oberwald bestand von 1936 bis 1945 die Luftmunitionsanstalt Hartmannshain (Muna), die über ein eigenes Anschlussgleis verfügte. Die Teilstrecke zwischen Birstein und Hartmannshain wurde bereits Ende der 1950er Jahre stillgelegt und abgebaut.
Eine Zeitlang verkehrten bei entsprechenden Schneelagen Sonderzüge, die Wintersportler von Frankfurt über die Niddertalbahn in den Vogelsberg nach Hartmannshain und zurück beförderten.
Ein wichtiger Verkehrsfaktor waren bis Anfang der 1990er Jahre die im November täglich verkehrenden „Rübenzüge“, mit deren Hilfe die Zuckerrüben der Region in die Zuckerfabrik Friedberg und nach deren Schließung 1981 nach Groß-Gerau transportiert wurden. Seit der Einstellung der Züge erfolgen diese Transporte auf der Straße per LKW.

### Stilllegung und Umwandlung in einen Radweg
Die damalige Vogelsbergbahn wurde in den 1960er Jahren aufgrund des zunehmenden Individualverkehrs und parallel angebotener Bahnbusverbindungen ebenfalls zunehmend unrentabel. Ab der Mitte der 1970er Jahre legte die Deutsche Bundesbahn die Strecke daher schrittweise still. Als erstes wurde am 28. September 1975 der Personenverkehr zwischen Glauburg-Stockheim und Lauterbach sowie der Gesamtverkehr zwischen Ober-Seemen und Oberwald eingestellt; dieser Streckenabschnitt wurde im Anschluss daran abgebaut. Am 1. Juni 1984 erfolgte die Einstellung des Güterverkehrs zwischen Stockheim und Gedern, nachdem dies zwischen Gedern und Ober-Seemen schon zum 23. Mai 1982 der Fall gewesen war. Im Anschluss daran wurde der gesamte verbliebene Südteil der alten Vogelsbergbahn bis zum Bahnhof Stockheim zurückgebaut.
Der Nordteil der ehemaligen Gesamtstrecke, zwischen Lauterbach Nord und Oberwald, hielt sich dagegen noch ein Jahrzehnt länger, da das 1966 auf dem Gelände der ehemaligen Muna angesiedelte Verpackungsmittelunternehmen Stabernack den Gleisanschluss der Muna zum Bahnhof Oberwald weiterhin nutzte. Erst nach der Verlagerung der Transporte dieser Firma auf die Straße wurde der Bahnhof Oberwald am 31. März 1991 mit dem Teilstück bis Grebenhain geschlossen. Bis dahin fanden noch gelegentlich Sonderfahrten mit Passagieren statt, so zum Beispiel einen Schienenbusfahrt mit Fotohalten entlang der Strecke am 13. August 1988 von Lauterbach (Hess) Nord bis Grebenhain-Crainfeld. Am 29. Mai 1994 wurde die Strecke von Grebenhain bis Lauterbach Süd stillgelegt, der letzte Abschnitt bis zum Bahnhof Lauterbach (Hess) Nord folgte am 31. Mai 2001. Bereits im Frühjahr 1997 war das Gleis zwischen dem Bahnhof Oberwald und der Anschlussstelle Stabernack im Südwesten von Lauterbach demontiert worden.

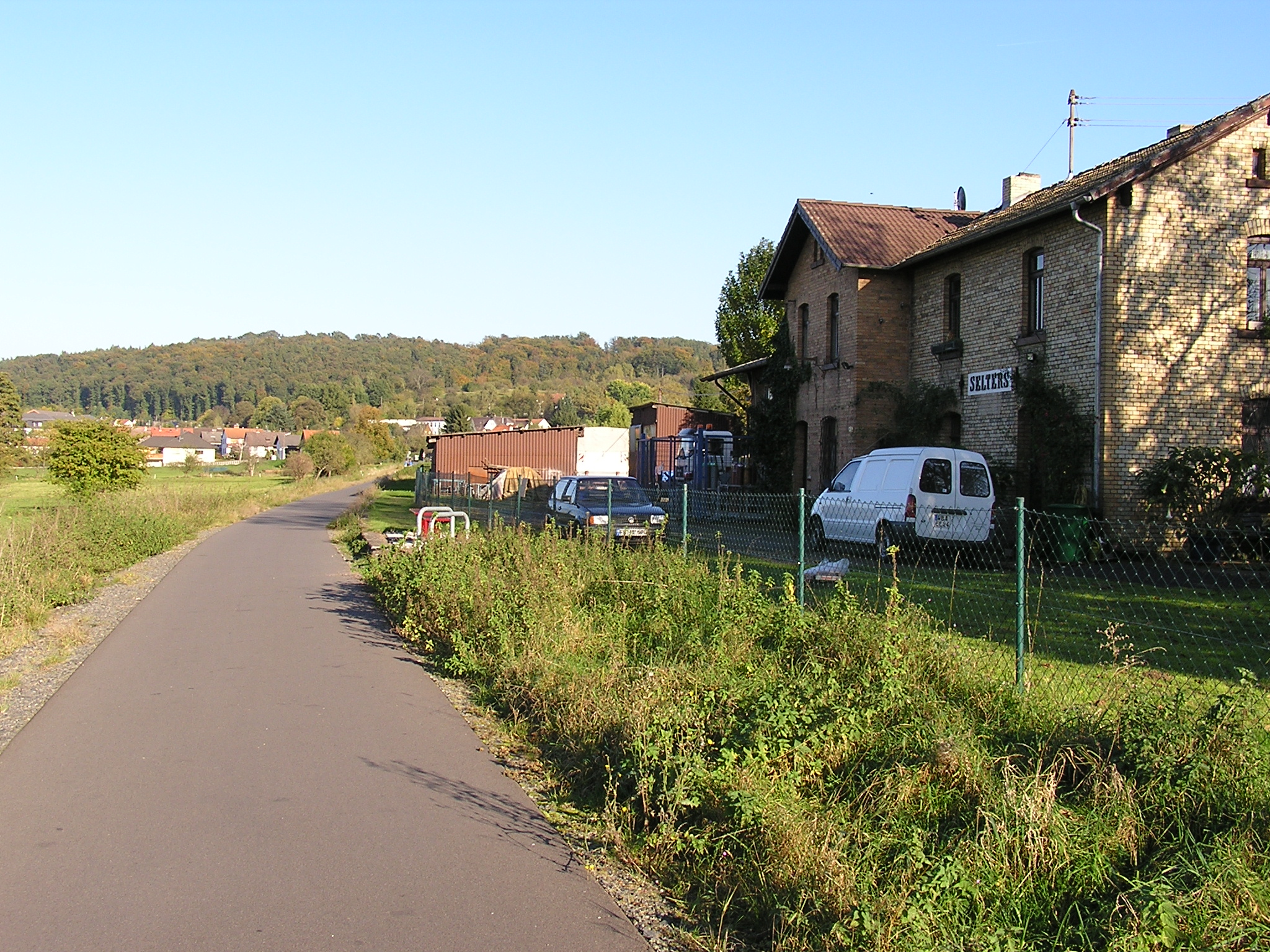
Vulkanradweg am ehemaligen Bahnhof Selters (Hess)

Der Restverkehr zwischen dem Anschlussgleis zur Firma Stabernack und Lauterbach Nord endete schließlich am 10. Juni 2001. Anfang 2005 wurden die Gleise bis zum ehemaligen Bahnhof Lauterbach Süd abgebaut, nur innerhalb zweier Bahnübergänge waren die Schienen mitsamt den Straßensignale noch vorhanden und wurden im Zuge einer Straßensanierung inzwischen ebenfalls abgebaut. Abgesehen von der teils gut erkennbaren Trasse stehen noch die beiden Formsignale an der Bahnhofseinfahrt von Lauterbach Nord.
Auf dem größten Teil der ehemaligen Bahntrasse wurde in den Jahren 2000 bis 2003 der Vulkanradweg gebaut, der die teilweise noch erkennbare damalige Strecke von Süden kommend in Lauterbach kurz vor der Dirlammer Straße verlässt. Der Vulkanradweg ist Teil des BahnRadweg Hessen, der auf ehemaligen Bahntrassen rund 250 km durch den Vogelsberg und die Rhön führt.

## Weiterbetrieb Bad Vilbel–Glauburg-Stockheim
Die Niddertalbahn war eine von drei in den Frankfurter Verkehrsverbund (FVV) integrierten, nicht als S-Bahn betriebenen Nahverkehrslinien und wurde als Linie N bezeichnet. Heute betreibt die DB Regio Mitte die Kursbuchstrecke 634 im Auftrag des FVV-Nachfolgers Rhein-Main-Verkehrsverbund (RMV) als Linie 34. Fast alle Regionalbahnen werktags und etwa zwei Drittel samstags werden bis Frankfurt (Main) Hauptbahnhof geführt, die restlichen beginnen und enden in Bad Vilbel.
Seit dem 4. Mai 2008 existiert auch wieder ein Wochenendverkehr. Dafür wurde an diesem Tag die RMV-Buslinie 5150 (früher Bahnbus 650) zwischen Bad Vilbel und Nidderau komplett eingestellt. Zudem wurde mit dem Sommerfahrplan 2008 die Höchstgeschwindigkeit der Züge von 60 auf 80 km/h heraufgesetzt und der Takt auch werktags verkürzt. Der Vertrag mit der Deutschen Bahn AG läuft von diesem Zeitpunkt über 20 Jahre. Angaben des stellvertretenden Aufsichtsratsvorsitzenden des RMV gegenüber einer Lokalzeitung für den Wetteraukreis zufolge sollen zusätzliche 260.000 Zugkilometer auf der Strecke erbracht werden.
Anfang der 2000er Jahre flossen Millionenbeträge in die Modernisierung der Strecke. So wurde der komplette Oberbau erneuert. Dabei wurden anstelle der hauptsächlich im Abbrennstumpfschweißverfahren recycelten Stahlschwellen (im kleineren Umfang auch Holz- und Betonschwellen) Y-Schwellen, Holzschwellen und Betonschwellen verbaut. Ferner wurden alle Haltepunkte sowie die Bahnsteige in den Bahnhöfen Nidderau und Stockheim neu gebaut und auf die Ausstiegshöhe der hier eingesetzten Doppelstockwagen von 76 Zentimetern erhöht. In Nidderau wurde zunächst nur der Bahnsteig der Niddertalbahn ausgebaut, der der Bahnstrecke Friedberg–Hanau wurde erst 2010 erneuert.
Zum 19. Oktober 2007 hat die Strecke ein elektronisches Stellwerk in Altenstadt mit zwei ausgelagerten Modulen in Niederdorfelden und Nidderau erhalten; vorher wurde die Technik in Niederdorfelden und Altenstadt noch mechanisch per Seilzug bedient. Zeitgleich wurden in beiden Bahnhöfen neue Gleise verlegt, neue Signale und neue Bahnsteige gebaut, wobei zur Verkürzung der Vollsperrung zunächst Behelfsbahnsteige angelegt wurden. Zugleich wurde in den Zwischenbahnhöfen von Links- auf Rechtsverkehr umgestellt. Bis Frühling 2008 wurden die Modernisierungsarbeiten fortgesetzt. Die Streckengeschwindigkeit konnte nach Abschluss der gesamten Arbeiten angehoben werden.
Dennoch hat auf die Ausschreibung des Betriebes im Jahr 2010 zunächst kein Eisenbahnverkehrsunternehmen geboten. Erst nach Zugeständnissen des RMV erklärte sich die DB dazu bereit. Als Grund nennt der RMV die Kosten für das Vorhalten Diesellok-getriebener Doppelstock-Garnituren für die Spitzenlastzeiten und motiviert damit die Ausbaupläne.
Die Strecke hat seit 1985 – als bereits über eine Stilllegung diskutiert wurde – eine Steigerung der Fahrgastzahlen um 330 % von 1800 auf 6000 pro Tag vorzuweisen; der erfolgte Ausbau dürfte sich hier weiter positiv auswirken. So sind mit Stand 2015 täglich etwa 7000 Fahrgäste unterwegs.

## Fahrzeugeinsatz

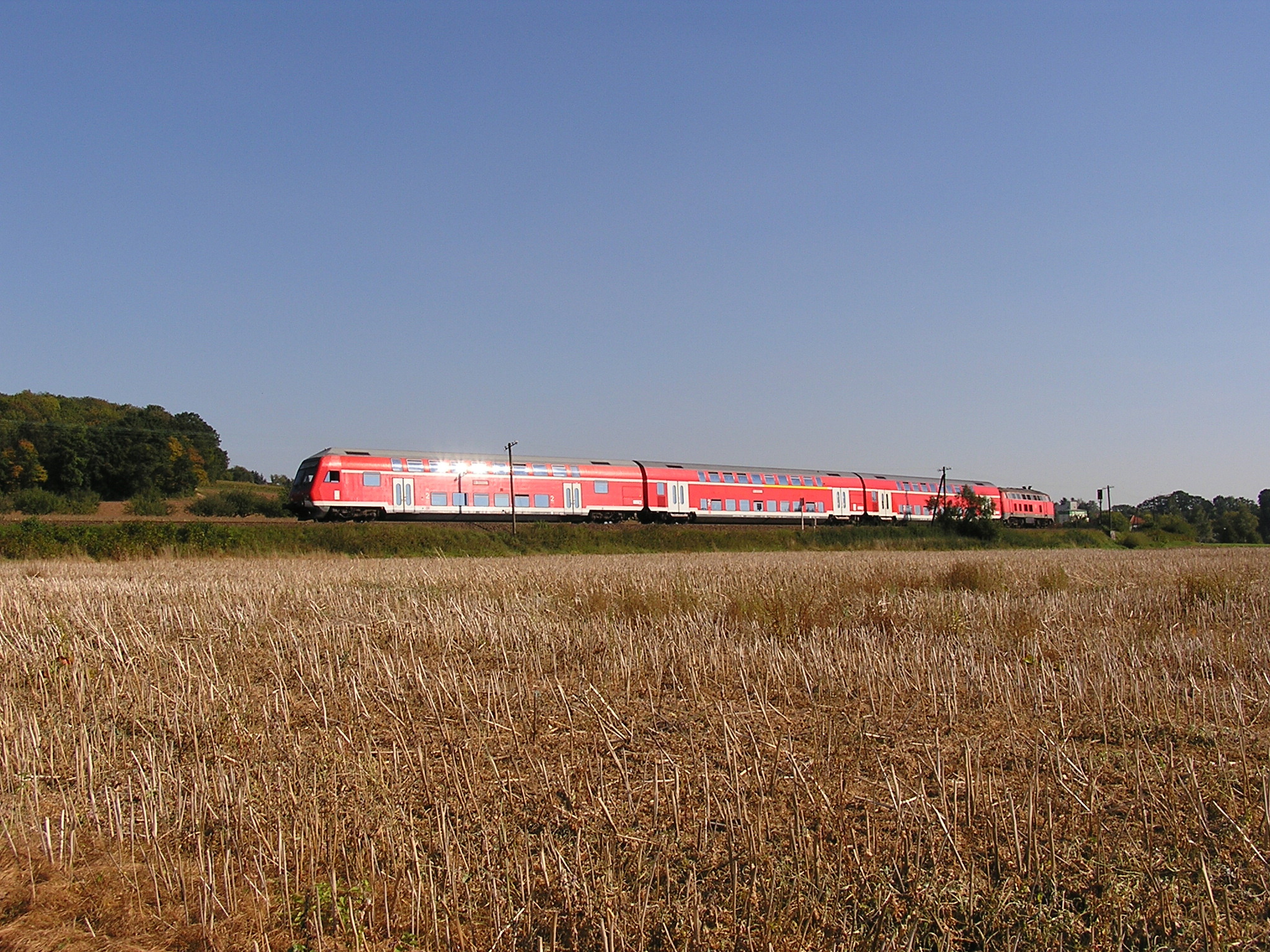
DB-Baureihe 218 mit Görlitzer Doppelstockwagen (2006)

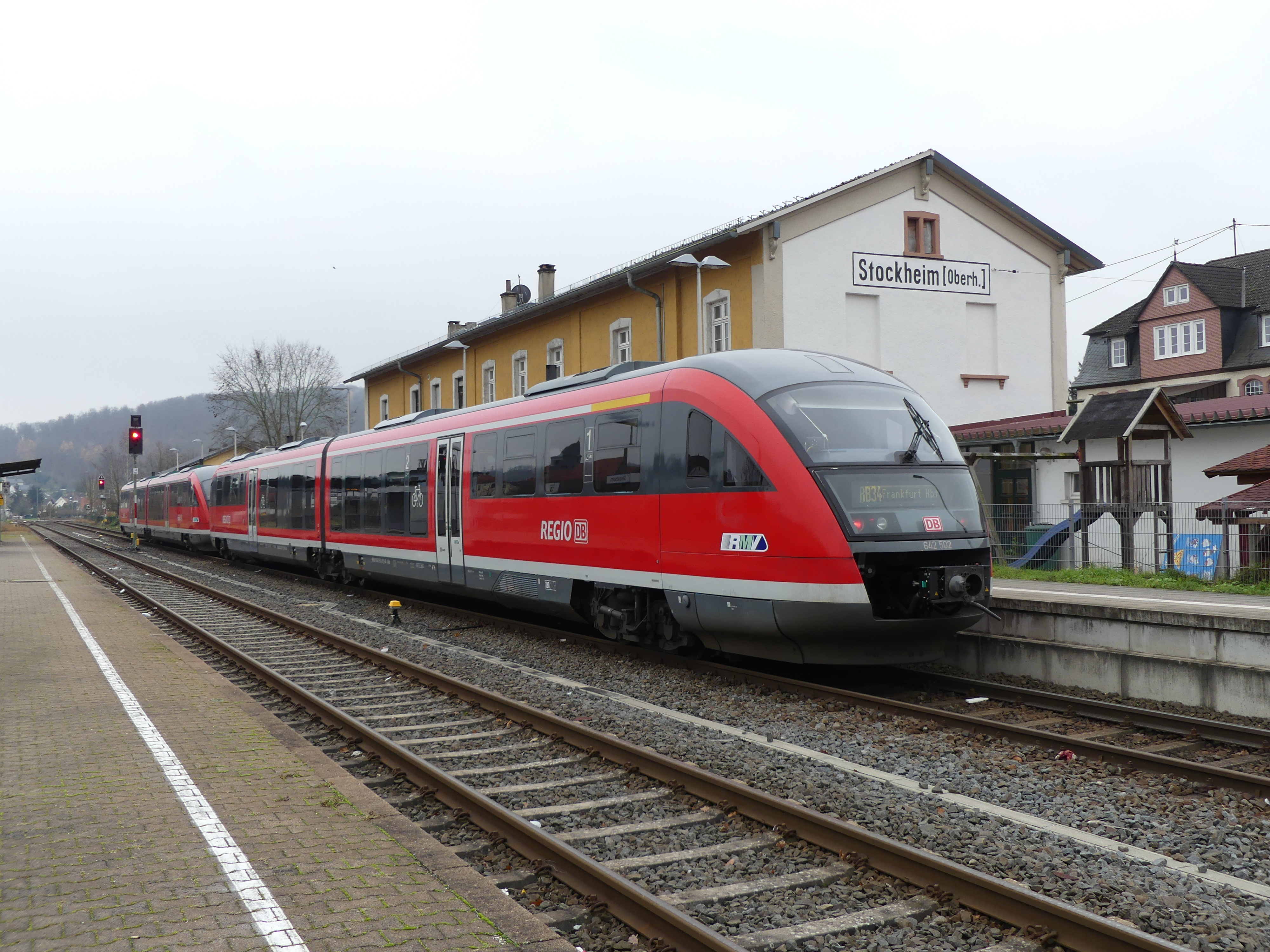
Triebwagen der DB-Baureihe 642 (Bahnhof Glauburg-Stockheim; 2019)

Bis in die 1950er Jahre kamen zweiachsige Wagen mit offenen Plattformen (Donnerbüchsen und MCi) zum Einsatz, danach bestimmten über Jahrzehnte dreiachsige Umbauwagen das Bild. Nach deren Ausmusterung bewältigte eine bunte Mischung vierachsiger Personenwagen den Verkehr, darunter auch UIC-X-Abteilwagen.
Bis in die 1960er Jahre zogen hauptsächlich Dampflokomotiven der Baureihe 86 die Züge, wobei Lokomotiven der Baureihen 50 (mit Kabinentender), mit Vorlaufachse nachgerüstete G8 und P8 gelegentlich aushalfen. Danach übernahmen dieselhydraulische Loks mit Mittelführerstand (V100), bis diese von dieselhydraulischen Loks mit Endführerständen (Baureihen 216, 215 und 218) abgelöst wurden. Ergänzt wurden die lokbespannten Züge von dreiteiligen Uerdinger Schienenbusgarnituren, wobei der Motorwagen in der Regel bergseitig fuhr. Ein Zugpaar mit dieser Garnitur fuhr von Stockheim über Heldenbergen-Windecken nach Hanau und zurück.
Auf der Niddertalbahn verkehrten bis Ende der 1990er Jahre in der Hauptverkehrszeit mit Lokomotiven bespannte Züge und in Schwachverkehrszeiten Dieseltriebwagen der Baureihe 628. Seit 2002 werden mit Lokomotiven der Baureihe 218 bespannte Doppelstockwagen eingesetzt, teilweise auch n-Wagen. Seit Jahresanfang 2006 pendelte eine Garnitur der Baureihe 628 in der Nebenverkehrszeit als Ersatz eines aus 218 und n-Wagen bestehenden Zuges zwischen Stockheim und Bad Vilbel.
Im Dezember 2012 wurde der größte Teil der Verkehrsleistungen auf Dieseltriebwagen der DB-Baureihe 642, meist in Doppel- oder Dreifachtraktion, umgestellt. Die übrig gebliebenen vier Verkehrsleistungen fuhren mit Baureihe 218 und Doppelstockwagen weiter.
Zum Fahrplanwechsel Dezember 2014 wurden die Diesellokomotiven der Baureihe 218 durch solche der Baureihe 245 ersetzt.

## Ausbaupläne
Der RMV plant den Ausbau der Strecke. Durch Elektrifizierung soll der derzeitige kostenintensive Inselbetrieb mit Dieselfahrzeugen rechtzeitig zur Neuvergabe des Betriebes im Jahr 2028 der Vergangenheit angehören. Parallel soll durch punktuelle Ausbaumaßnahmen (Kreuzungsbahnhöfe, zweigleisige Abschnitte) die weitere Verdichtung des Taktes ermöglicht werden. Aufgrund der Machbarkeitsstudie wurde beschlossen, dass die Abschnitte Büdesheim – Kilianstädten und Altenstadt – Höchst zweigleisig ausgebaut, die Strecke elektrifiziert und die Höchstgeschwindigkeit angehoben werden soll, damit eine Verdichtung des Taktes möglich ist. Das Land Hessen übernimmt die Planungskosten in Höhe von 11,8 Millionen Euro für den Ausbau und die Elektrifizierung der Niddertalbahn. Projektstart war 2020. Seit Ende 2021 liegen der Zeit- und Maßnahmenplan vor. Stand März 2023 ist die Streckenfreigabe für Ende 2027 geplant.

## Trivia
Seinen landläufigen Namen verdankt das Stockheimer Lieschen der früheren Bahnhofsgaststätte in Stockheim, wo Reisende wie Bahnbedienstete gleichermaßen gerne bei Wirtin Liesel Brand einkehrten. Zunächst unter Bahnern, bald auch unter der Bevölkerung wurde die Fahrt „zum Lieschen“ nach Stockheim zum geflügelten Wort.
Der Spielfilm Verfolgte Wege von 1989 spielt im Jahr 1946 und zum Teil im Bahnhof Windecken. Die Dreharbeiten fanden jedoch im Bahnhof Puberg an der Bahnstrecke Mommenheim–Sarreguemines statt.
2006 und 2007 pendelten zum 100-jährigen Jubiläum der Streckenabschnitte ein mit einer Dampflokomotive bespannter Sonderzug der Museumsbahn Hanau sowie 2007 zusätzlich ein kostenloser Personenzug mit Doppelstockwagen sowie eine vierteilige Garnitur Uerdinger Schienenbusse der Oberhessischen Eisenbahnfreunde. Auch zur Abschlussfeier der Modernisierung pendelte ein Sonderzug einmal, und die Benutzung der Planzüge war kostenlos.